# Allobates conspicuus
Allobates conspicuus (synoniem: Colostethus conspicuus) is een kikkersoort uit de familie van de Aromobatidae. De wetenschappelijke naam van de soort is voor het eerst geldig gepubliceerd in 2002 door Victor Raul Morales. De soortaanduiding conspicuus betekent vrij vertaald 'opvallend'.
De soort komt voor in Brazilië langs de rivier de Juruá in de staat Acre, en in Peru in de provincie Pachitea in het park Parque nacional del Manu. Waarschijnlijk plant de soort zich voor in het water.